# Combles
Combles is een gemeente in het Franse departement Somme (regio Hauts-de-France) en telt 676 inwoners (1999). De plaats maakt deel uit van het arrondissement Péronne.

Combles raakte in de Eerste Wereldoorlog zwaar beschadigd en werd tijdens de Slag aan de Somme vrijwel geheel verwoest. 

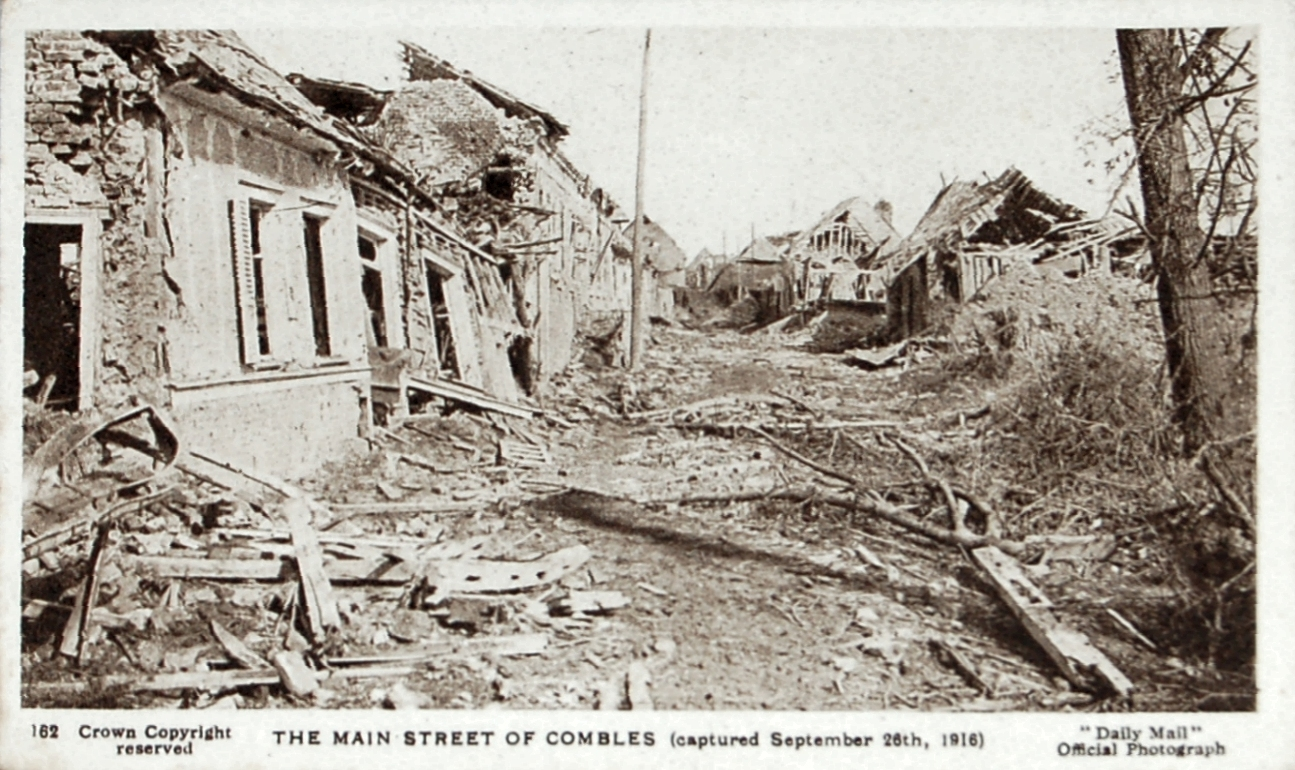
Hoofdstraat van Combles in september 1916.

## Britse oorlogsbegraafplaatsen
Op het grondgebied van de gemeente liggen drie Britse begraafplaatsen met gesneuvelden uit de Eerste Wereldoorlog:
- Combles Communal Cemetery Extension, Guards' Cemetery en Faffemont Isolated Grave.

## Geografie
De oppervlakte van Combles bedraagt 9,8 km², de bevolkingsdichtheid is 69,0 inwoners per km².
De onderstaande kaart toont de ligging van Combles met de belangrijkste infrastructuur en aangrenzende gemeenten.

## Demografie
Onderstaande figuur toont het verloop van het inwonertal (bron: INSEE-tellingen).